# Swing Low Sweet Spiritual

Swing Low Sweet Spiritual est un disque du saxophoniste Albert Ayler enregistré en 1964 (Osmosis Records 4001).

## Musiciens
- Albert Ayler (saxophone)
- Call Cobbs (piano)
- Henry Grimes (contrebasse)
- Sunny Murray (batterie)

## Titres
1. Going home 4:23
2. Old man river, take 2 5:29
3. Nobody knows the trouble I've seen 4:49
4. When the saints go marching in 4:29
5. Swing low sweet spiritual 4:30
6. Deep river 4:15
7. Old man river, take1 3:59